# José Salvador Alvarenga
José Salvador Alvarenga (ur. 1975) – rybak i autor, który przez 14 miesięcy dryfował po Pacyfiku na uszkodzonej łodzi. Zaginął 17 listopada 2012 roku na Oceanie Spokojnym w okolicy stanu Chiapas, a został odnaleziony 30 stycznia 2014 roku. Przeżył dzięki diecie złożonej z surowego mięsa ryb, żółwi, ptaków wodnych  oraz wody deszczowej.

## Historia

### Połów
Alvarenga wyruszył z wioski rybackiej Costa Azul u wybrzeży Chiapas w Meksyku 17 listopada 2012 r. w towarzystwie 23-letniego Ezequiela Cordoby. Alvarenga był doświadczonym rybakiem i żeglarzem. Zamierzał wyruszyć na 30-godzinny dalekomorski połów. Miał na nim złowić rekiny i marliny, ale jego stały współpracownik nie mógł do niego dołączyć. Zamiast tego zabrał ze sobą niedoświadczonego, początkującego Cordobę.
Na wędkowanie wyruszyli w mierzącej 7 metrów łodzi, z włókna szklanego. Była ona wyposażona w silnik zaburtowy i małą lodówkę do przechowywania ryb.

### Sztorm
Wieczorem po całodziennym wędkowaniu łódka została zepchnięta z kursu przez pięciodniową burzę, w czasie której silnik, GPS i telefony zostały zalane. Do tego czasu złowili pół tony ryb, ale byli zmuszeni je wyrzucić, aby w razie ponowienia się złej pogody móc manewrować łodzią. Alvarenga zdołał zadzwonić do szefa przez radio i wezwać pomoc. Po kilku godzinach walki z żywiołem silnik zepsuł się. Nie mając żagli, wioseł, świateł i ani innej możliwości kontaktu z brzegiem, łódź zaczęła dryfować przez otwarty ocean. Większa część sprzętu wędkarskiego została zgubiona lub uszkodzona w czasie sztormu, pozostawiając Alvarengę i Cordobę z zaledwie garstką podstawowych zapasów i niewielką ilością jedzenia.
Ratownicy wodni wezwani przez szefa Alvarengi nie znaleźli żadnego śladu po zaginionych mężczyznach i poddali się po dwóch dniach ze względu na dużą mgłę.

### Dryfowanie
Mężczyźni byli zdani na samych siebie. José nauczył się gołymi rękami łapać ryby, żółwie, meduzy i ptaki morskie. W miarę możliwości obaj zbierali wodę pitną z opadów deszczu, ale częściej byli zmuszeni do picia krwi mew, żółwi lub własnego moczu.
Po czterech miesiącach Cordoba nie wytrzymał diety składającej się z surowego mięsa i ostatecznie zmarł. Przed śmiercią Ezequiel poprosił Alvarengę by nie zjadał jego zwłok, a przekazał je jego rodzinie. José przyrzekł, że tak zrobi, ale po sześciu upalnych dniach zwłoki zaczęły wydawać nie do zniesienia odór i Salvador wyrzucił je za burtę.
Alvarenga twierdził, że widział wiele kontenerowców podczas samotnego dryfowania, ale nie miał flar, ani reflektorów, którymi byłby w stanie zwrócić na siebie uwagę.

### Odnalezienie
Dryfował bardzo długo. Liczył czas, kierując się fazami Księżyca. Po odliczeniu swojego 15. cyklu księżycowego zauważył ląd: maleńką, opuszczoną wysepkę, która okazała się odległym zakątkiem Wysp Marshalla. 30 stycznia 2014 r. porzucił swoją łódź i popłynął wpław na brzeg. Po wyjściu na plażę zapadł w głęboki i długi sen. Rano znalazły go dwie kobiety, które zaganiały kury. Od razu wezwały pomoc.
Podróż Alvarengi trwała 438 dni. Długość jego podróży obliczano różnie: od 9000 do 12 000 km.
Według lekarza, który badał José wszystkie oznaki życiowe Alvarengi były dobre, z wyjątkiem niezwykle niskiego ciśnienia krwi i spuchniętych kostek. 6 lutego Jose poczuł się gorzej i został podłączony pod kroplówkę.
Po 11 dniach wyszedł ze szpitala i powrócił w swoje rodzinne strony.